# Edmundo
Edmundo Alves de Souza Neto, meglio noto solo come Edmundo (Niterói, 2 aprile 1971), è un ex calciatore brasiliano, di ruolo attaccante.
Soprannominato O Animal per via del carattere turbolento, a livello di club ha giocato in patria, in Italia e in Giappone.

## Biografia
Il 15 giugno 2011 viene spiccato un mandato di cattura nei suoi confronti per essere stato riconosciuto colpevole per la morte di tre persone in un incidente avvenuto a Rio de Janeiro nel 1995. In precedenza, nell'ottobre del 1999, era stato condannato a 4 anni e mezzo di carcere in regime di semilibertà, ma finora è sempre rimasto libero grazie ai continui ricorsi presentati. Nell'incidente del 2 dicembre 1995 morirono tre persone: una ragazza che viaggiava con lui e una coppia in un'auto investita dal fuoristrada del giocatore. Altre tre ragazze, che si trovavano sul mezzo guidato da Edmundo, rimasero ferite gravemente. L'ex calciatore dovrà così scontare i 4 anni e mezzo di carcere ma ha già annunciato di fare ricorso e di non presentarsi alla polizia.

## Carriera

### Club

#### In Brasile
Esordisce nelle giovanili del Vasco da Gama, successivamente passa al Botafogo. La vera e propria carriera da professionista comincia nella prima squadra del Vasco da Gama (in totale 127 incontri) ed in seguito passa al Palmeiras (34 gol in 89 partite), al Flamengo (2 gol in 14 partite), al Corinthians (o melhor time do Brasil) (23 gol in 33 partite) al Santos (13 gol in 20 partite), al Cruzeiro (3 gol in 13 partite), al Fluminense (7 gol in 20 partite) e al Figueirense (15 gol in 31 partite).

#### In Italia
Edmundo è conosciuto in Italia per aver militato nel campionato nazionale nelle file della Fiorentina, che lo acquista per 13 miliardi di lire e in cui milita da gennaio 1998 al 1999, e del Napoli (da gennaio a giugno 2001).

Da sinistra: Edmundo, Batistuta, Torricelli e Rui Costa alla Fiorentina durante la finale di andata della Coppa Italia 1998-1999.

Nella stagione 1998-1999, sotto la guida di Giovanni Trapattoni, la Fiorentina campione d'inverno dovette fare i conti con la sua "voglia" di Carnevale: vola infatti a Rio de Janeiro per quelle celebrazioni, con la squadra che, insieme allo stop di Batistuta per infortunio, perderà punti fondamentali per la lotta al tricolore. A fine stagione sarà ceduto al Vasco da Gama. La permanenza in patria durerà solo una stagione, in cui ottiene la vittoria del titolo cannonieri del campionato brasiliano.
Nel gennaio 2001 il Napoli lo riporta in Italia: un grande flop. Si infortuna nella gara d'esordio contro l'Udinese (stop che lo terrà fuori per un po' di gare) e complessivamente disputerà 17 partite segnando 4 reti. A fine stagione la squadra retrocede in Serie B ed Edmundo accetta l'offerta della "J-League", indossando la maglia dei Tokyo Verdy (con cui torna a segnare con regolarità chiudendo l'esperienza giapponese con ben 18 centri in campionato).

#### Gli ultimi anni
Dal 2003 gioca nuovamente in Brasile vestendo, nell'ordine, le maglie del Vasco Da Gama, Fluminense, Nova Iguacu, Figueirense, Palmeiras e nel 2008 (ultima stagione della sua carriera) nuovamente Vasco Da Gama. Anche negli ultimi anni di carriera Edmundo mostra sempre una classe sopraffina ed un notevole senso del gol nonostante il passare degli anni.
Il 30 maggio 2008 annuncia il suo ritiro dal mondo del calcio.

### Nazionale
Dal 1992 al 2000 ha ottenuto 37 presenze e segnato 10 reti con la nazionale brasiliana, con cui ha vinto la Coppa America del 1997 e ha partecipato al campionato del mondo del 1998, in cui il Brasile fu finalista perdente. Non ha partecipato ai vittoriosi Mondiali del 1994 a causa di una rissa avuta con Vanderlei Luxemburgo, all'epoca suo allenatore del Palmeiras.

## Statistiche

### Cronologia presenze e reti in nazionale
| Cronologia completa delle presenze e delle reti in nazionale ― Brasile | Cronologia completa delle presenze e delle reti in nazionale ― Brasile | Cronologia completa delle presenze e delle reti in nazionale ― Brasile | Cronologia completa delle presenze e delle reti in nazionale ― Brasile | Cronologia completa delle presenze e delle reti in nazionale ― Brasile | Cronologia completa delle presenze e delle reti in nazionale ― Brasile | Cronologia completa delle presenze e delle reti in nazionale ― Brasile | Cronologia completa delle presenze e delle reti in nazionale ― Brasile |
| Data                                                                   | Città                                                                  | In casa                                                                | Risultato                                                              | Ospiti                                                                 | Competizione                                                           | Reti                                                                   | Note                                                                   |
| ---------------------------------------------------------------------- | ---------------------------------------------------------------------- | ---------------------------------------------------------------------- | ---------------------------------------------------------------------- | ---------------------------------------------------------------------- | ---------------------------------------------------------------------- | ---------------------------------------------------------------------- | ---------------------------------------------------------------------- |
| 31-7-1992                                                              | Los Angeles                                                            | Brasile                                                                | 5 – 0                                                                  | Messico                                                                | Amistad Cup 1992                                                       | -                                                                      | 62’                                                                    |
| 2-8-1992                                                               | Los Angeles                                                            | Stati Uniti                                                            | 0 – 1                                                                  | Brasile                                                                | Amistad Cup 1992                                                       | -                                                                      | 67’                                                                    |
| 23-9-1992                                                              | Paranavaí                                                              | Brasile                                                                | 4 – 2                                                                  | Costa Rica                                                             | Amichevole                                                             | -                                                                      | 81’                                                                    |
| 25-11-1992                                                             | Campina Grande                                                         | Brasile                                                                | 1 – 2                                                                  | Uruguay                                                                | Amichevole                                                             | 1                                                                      |                                                                        |
| 18-6-1993                                                              | Cuenca                                                                 | Brasile                                                                | 0 – 0                                                                  | Perù                                                                   | Coppa America 1993 - 1º turno                                          | -                                                                      | 64’                                                                    |
| 21-6-1993                                                              | Cuenca                                                                 | Cile                                                                   | 3 – 2                                                                  | Brasile                                                                | Coppa America 1993 - 1º turno                                          | -                                                                      |                                                                        |
| 24-6-1993                                                              | Cuenca                                                                 | Brasile                                                                | 3 – 0                                                                  | Paraguay                                                               | Coppa America 1993 - 1º turno                                          | 1                                                                      | Ammonizione                                                            |
| 27-6-1993                                                              | Guayaquil                                                              | Brasile                                                                | 1 – 1 dts (5 – 6 dtr)                                                  | Argentina                                                              | Coppa America 1993 - Quarti di finale                                  | -                                                                      | Uscita                                                                 |
| 17-11-1993                                                             | Colonia                                                                | Germania                                                               | 2 – 1                                                                  | Brasile                                                                | Amichevole                                                             | -                                                                      |                                                                        |
| 4-6-1995                                                               | Birmingham                                                             | Brasile                                                                | 1 – 0                                                                  | Svezia                                                                 | Umbro Cup                                                              | 1                                                                      |                                                                        |
| 6-6-1995                                                               | Liverpool                                                              | Brasile                                                                | 3 – 0                                                                  | Giappone                                                               | Umbro Cup                                                              | -                                                                      |                                                                        |
| 11-6-1995                                                              | Londra                                                                 | Inghilterra                                                            | 1 – 3                                                                  | Brasile                                                                | Umbro Cup                                                              | 1                                                                      | Ammonizione                                                            |
| 30-6-1995                                                              | Recife                                                                 | Brasile                                                                | 2 – 1                                                                  | Polonia                                                                | Amichevole                                                             | -                                                                      | 68’                                                                    |
| 7-7-1995                                                               | Rivera                                                                 | Brasile                                                                | 1 – 0                                                                  | Ecuador                                                                | Coppa America 1995 - 1º turno                                          | -                                                                      | 85’                                                                    |
| 10-7-1995                                                              | Rivera                                                                 | Brasile                                                                | 2 – 0                                                                  | Perù                                                                   | Coppa America 1995 - 1º turno                                          | 1                                                                      |                                                                        |
| 13-7-1995                                                              | Rivera                                                                 | Brasile                                                                | 3 – 0                                                                  | Colombia                                                               | Coppa America 1995 - 1º turno                                          | -                                                                      | 74’                                                                    |
| 17-7-1995                                                              | Rivera                                                                 | Brasile                                                                | 2 – 2 dts (4 – 2 dtr)                                                  | Argentina                                                              | Coppa America 1995 - Quarti di finale                                  | 1                                                                      |                                                                        |
| 20-7-1995                                                              | Maldonado                                                              | Brasile                                                                | 1 – 0                                                                  | Stati Uniti                                                            | Coppa America 1995 - Semifinale                                        | -                                                                      | Ammonizione                                                            |
| 23-7-1995                                                              | Montevideo                                                             | Uruguay                                                                | 1 – 1 dts (5 – 3 dtr)                                                  | Brasile                                                                | Coppa America 1995 - Finale                                            | -                                                                      | Ammonizione                                                            |
| 9-8-1995                                                               | Tokyo                                                                  | Giappone                                                               | 1 – 5                                                                  | Brasile                                                                | Amichevole                                                             | 1                                                                      |                                                                        |
| 12-8-1995                                                              | Suwon                                                                  | Corea del Sud                                                          | 0 – 1                                                                  | Brasile                                                                | Amichevole                                                             | -                                                                      | 67’                                                                    |
| 16-10-1996                                                             | Teresina                                                               | Brasile                                                                | 3 – 1                                                                  | Lituania                                                               | Amichevole                                                             | -                                                                      | 46’                                                                    |
| 30-4-1997                                                              | Miami                                                                  | Messico                                                                | 0 – 4                                                                  | Brasile                                                                | Amichevole                                                             | -                                                                      | 81’                                                                    |
| 13-6-1997                                                              | Santa Cruz de la Sierra                                                | Brasile                                                                | 5 – 0                                                                  | Costa Rica                                                             | Coppa America 1997 - 1º turno                                          | -                                                                      | 62’                                                                    |
| 19-6-1997                                                              | Santa Cruz de la Sierra                                                | Brasile                                                                | 2 – 0                                                                  | Colombia                                                               | Coppa America 1997 - 1º turno                                          | 1                                                                      | 61’                                                                    |
| 26-6-1997                                                              | Santa Cruz de la Sierra                                                | Perù                                                                   | 0 – 7                                                                  | Brasile                                                                | Coppa America 1997 - Semifinale                                        | -                                                                      | 66’                                                                    |
| 29-6-1997                                                              | La Paz                                                                 | Bolivia                                                                | 1 – 3                                                                  | Brasile                                                                | Coppa America 1997 - Finale                                            | 1                                                                      | 68’                                                                    |
| 3-2-1998                                                               | Miami                                                                  | Giamaica                                                               | 0 – 0                                                                  | Brasile                                                                | Gold Cup 1998 - 1º turno                                               | -                                                                      |                                                                        |
| 5-2-1998                                                               | Miami                                                                  | Guatemala                                                              | 1 – 1                                                                  | Brasile                                                                | Gold Cup 1998 - 1º turno                                               | -                                                                      | 59’                                                                    |
| 8-2-1998                                                               | Los Angeles                                                            | Brasile                                                                | 4 – 0                                                                  | El Salvador                                                            | Gold Cup 1998 - 1º turno                                               | 1                                                                      | 76’ 81’                                                                |
| 10-2-1998                                                              | Los Angeles                                                            | Stati Uniti                                                            | 1 – 0                                                                  | Brasile                                                                | Gold Cup 1998 - Semifinale                                             | -                                                                      |                                                                        |
| 15-2-1998                                                              | Los Angeles                                                            | Brasile                                                                | 1 – 0                                                                  | Giamaica                                                               | Gold Cup 1998 - Finale 3º posto                                        | -                                                                      |                                                                        |
| 29-4-1998                                                              | Rio de Janeiro                                                         | Brasile                                                                | 0 – 1                                                                  | Argentina                                                              | Amichevole                                                             | -                                                                      | 69’                                                                    |
| 16-6-1998                                                              | Nantes                                                                 | Brasile                                                                | 3 – 0                                                                  | Marocco                                                                | Mondiali 1998 - 1º turno                                               | -                                                                      | 72’                                                                    |
| 12-7-1998                                                              | Saint-Denis                                                            | Francia                                                                | 3 – 0                                                                  | Brasile                                                                | Mondiali 1998 - Finale                                                 | -                                                                      | 73’                                                                    |
| 4-6-2000                                                               | Lima                                                                   | Perù                                                                   | 0 – 1                                                                  | Brasile                                                                | Qual. Mondiali 2002                                                    | -                                                                      | 86’                                                                    |
| 15-11-2000                                                             | San Paolo                                                              | Brasile                                                                | 1 – 0                                                                  | Colombia                                                               | Qual. Mondiali 2002                                                    | -                                                                      | 56’                                                                    |
| Totale                                                                 |                                                                        | Presenze                                                               | 37                                                                     |                                                                        | Reti                                                                   | 10                                                                     |                                                                        |

## Palmarès

### Club

#### Competizioni statali
- Campionato Carioca: 1

Vasco da Gama: 1992
- Campionato paulista: 2

Palmeiras: 1993, 1994
- Torneo Rio-San Paolo: 1

Palmeiras: 1993

#### Competizioni nazionali
- Campionato brasiliano: 3

Palmeiras: 1993, 1994
Vasco da Gama: 1997

### Nazionale
- Coppa America: 1

1997

### Individuale
- Bola de Prata: 2

1993, 1997
- Equipo Ideal de América: 2

1995, 1997
- Bola de Ouro: 1

1997
- Capocannoniere del Campionato brasiliano: 1

1997 (29 gol)
- Capocannoniere della Coppa del Brasile: 1

2008 (6 gol)